# Предраг Тодоровић
Предраг Тодоровић (Земун, 1. мај 1952 — Београд, 17. август 2015) био је српски позоришни, телевизијски и филмски глумац.

## Биографија
Предраг није успео да упише Факултет драмских уметности у Београду, па је 1976. уписао глуму на Академији уметности у Новом Саду у класи професора Бранка Плеше, а дипломирао је 1980. године.

## Позориште
Предраг Тодоровић је радио у као позоришни глумац у Народном позоришту „Тоша Јовановић” у Зрењанину од 1973. до 1974. године где је учествовао у 4 представе, а потом у Малом позоришту „Душко Радовић” у Београду од 1975. до 2010. године, где се као глумац или редитељ остварио чак у 58 предтава на дечијој вечерњој сцени.
Представу Кад су цветале тикве, по роману Драгослава Михаиловића, одиграо је 200 пута.

## Филмографија
| Год.       | Назив                            | Улога                                                                |
| ---------- | -------------------------------- | -------------------------------------------------------------------- |
| 1970-е     |                                  |                                                                      |
| 1976.      | Влајкова тајна                   | луткар                                                               |
| 1978.      | Повратак отписаних (ТВ серија)   | Мита „Плајваз”                                                       |
| 1980-е     |                                  |                                                                      |
| 1980.      | Врућ ветар                       | новинар                                                              |
| 1980.      | Само за двоје                    | службеник са јелком                                                  |
| 1981.      | Краљевски воз                    | немачки војник                                                       |
| 1982.      | Венеријанска раја                | судија                                                               |
| 1987.      | Бекство из Собибора              | украјински стражар                                                   |
| 1989.      | Бољи живот                       | Милован                                                              |
| 1990-е     |                                  |                                                                      |
| 1991.      | Заборављени (ТВ серија)          | полицајац                                                            |
| 1991.      | Театар у Срба                    |                                                                      |
| 1988—1991. | Бољи живот                       | Милован                                                              |
| 1992.      | Тесна кожа: Новогодишњи специјал | запослени у предузећу                                                |
| 1994.      | Голи живот                       | војник са брадом                                                     |
| 1995.      | Крај династије Обреновић         |                                                                      |
| 1993—1996. | Срећни људи                      | председник дисциплинске комисије / главни и одговорни уредник новина |
| 1997.      | Горе-доле                        | Деле                                                                 |
| 2000-е     |                                  |                                                                      |
| 2002.      | Породично благо                  | лекар                                                                |
| 2003.      | Живот је марш                    |                                                                      |
| 2006.      | Стижу долари                     | шеф рачуноводства Јефтић                                             |
| 2009.      | Добро јутро и довиђења           | погребник                                                            |
| 2010-е     |                                  |                                                                      |
| 2010.      | Шишање                           | политичар                                                            |
| 2012.      | Војна академија (ТВ серија)      | професор Драгичевић                                                  |